# Álvaro Dias
Álvaro Fernandes Dias, né le 7 décembre 1944 à Quatá, est un historien et un homme politique brésilien.

## Biographie
Il est historien de profession,.
De 1975 à 1983, il est député fédéral puis de 1983 à 1987 et depuis 1999, sénateur de la République pour l'État de Paraná. De 1987 à 1991, il exerce la fonction de gouverneur du Paraná.
Il est candidat du parti centriste Podemos (PODE) à l'élection présidentielle de 2018. Il est notamment soutenu par l'ancien président Fernando Collor de Mello. Il termine à la neuvième place, avec 0,8 % des suffrages exprimés.

## Violence contre des enseignants
Le 30 août 1988, la police militaire de l'État du Paraná a organisé une confrontation avec des enseignants qui manifestaient pour leurs droits lors d'un acte commis dans la capitale de l'État. La grève des enseignants, qui a motivé l'acte, à l'époque, avait déjà duré quinze jours. On ne sait pas avec certitude ce qui a déclenché la confrontation, mais la date a été marquée dans l'histoire du Paraná en raison de l'action brutale de la police, qui a utilisé des bombes assourdissantes, des chevaux et des chiens contre les manifestants. Comme l'a rapporté le journaliste de la Gazeta do Povo, Jônatas Dias Lima, « la répression a fait dix blessés et a abouti à l'arrestation de cinq manifestants ». Le journaliste nous dit également que l'Association des enseignants du Paraná a consacré les années suivantes à l'enregistrement de l'événement.
L'ancien gouverneur nie cependant qu'il y ait eu toute violence et insiste sur le fait que l'action a été utilisée à des fins politiques. Jônatas rappelle qu'en 1988, le gouvernement de l'État a publié une publicité d'une page entière soulignant que plusieurs points pouvaient être déformés par des intérêts personnels ou partisans. En 2018, lors d'un entretien avec Jovem Pan, interrogé à ce sujet par Marco Antonio Villa, qui a rappelé que la date est rappelée chaque année par l'Association des enseignants, l'ancien gouverneur a qualifié l'épisode de « fake news », de « mensonge » et de « factoïde ».